# Tetraopes elegans
Tetraopes elegans là một loài bọ cánh cứng trong họ Cerambycidae.